# (7191) 1993 MA1
(7191) 1993 MA1 (1993 MA1, 1986 YJ1, 1990 VD15, 1990 VF4) — астероїд головного поясу, відкритий 18 червня 1993 року.
Тіссеранів параметр щодо Юпітера — 3,320.